# 2e division de cavalerie à pied
Pour les articles homonymes, voir 2e division et Division de cavalerie à pied.
La 2e division de cavalerie à pied est une division de l'armée de terre française qui a participé à la Première Guerre mondiale.

## Les chefs de la2edivisionde cavalerie à pied
- 20 janvier 1918 - 8 février 1919 : Général Hennocque

## Première Guerre mondiale
La 2e division de cavalerie à pied est constituée à partir du 22 janvier 1918, au camp de Mailly par transformation de la 97e division d'infanterie.

### Composition
- Infanterie

5e régiment de cuirassiers à pied de janvier à novembre 1918
8e régiment de cuirassiers à pied de janvier à novembre 1918
12e régiment de cuirassiers à pied de janvier à novembre 1918
45e régiment d'infanterie territoriale janvier à novembre 1918
- Cavalerie

2 escadrons du 6e régiment de chasseurs d'Afrique de janvier à novembre 1918
- Artillerie

3 groupes de 75 du 273e régiment d'artillerie de campagne de janvier à novembre 1918
101e batterie de 58 du 273e régiment d'artillerie de campagne de janvier à novembre 1918
8e groupe de 155c du 103e régiment d'artillerie lourde de juillet à novembre 1918
- Génie

compagnies 17/6, 17/56 et 17/25 du 2e régiment du génie

### 1918
- 22 janvier – 18 mars : constitution et instruction au camp de Mailly.
- 18 – 29 mars : mouvement vers le front ; travaux vers Suippes.
- 29 mars – 12 avril : transport par camions dans la région d'Ailly-sur-Noye. Engagée, vers Moreuil, dans la bataille de l'Avre (2e bataille de Picardie)

4 - 8 avril : combats vers Moreuil, puis organisation d'un secteur vers l'ouest de Morisel et l'Avre.
- 12 – 20 avril : retrait du front ; repos vers Conty.
- 20 avril – 27 mai : transport par camions dans la région de Ville-en-Tardenois, puis mouvement vers celle de Soissons ; à partir du 7 mai, occupation d'un secteur vers Pont-Saint-Mard et Champs.
- 27 mai – 1er juin : engagée dans la 3e bataille de l'Aisne : combat en retraite vers Soissons.
- 1er – 5 juin : retrait du front ; repos vers Attichy.
- 5 – 14 juin : occupation d'un secteur vers Cœuvres-et-Valsery et la ferme Vertefeuille, réduit à droite, le 12 juin, jusque vers Saint-Pierre-Aigle.

12 juin : violente attaque allemande.
- 14 – 28 juin : retrait du front ; transport par camions à l'est de Beauvais ; repos.
- 28 juin – 8 septembre : transport par V.F. dans la région de Verdun. À partir du 3 juillet, occupation d'un secteur vers Trésauvaux et la tranchée de Calonne.
- 8 septembre – 18 octobre : relève par l'armée américaine ; mouvement de rocade et occupation d'un nouveau secteur vers le bois Loclont et le sud de Seuzey.

12 septembre : engagée dans la bataille de Saint-Mihiel ; occupation des Hauts-de-Meuse vers Thillot-sous-les-Côtes et Hattonchâtel.
- 18 octobre – 11 novembre : retrait du front ; transport par camions dans la région de Revigny, puis mouvement par étapes vers Mézières.

### Rattachements
Affectation organique : 2e Corps de Cavalerie de janvier 1918 à novembre 1918
- 1re armée

30 mars – 19 avril 1918
- 2e armée

28 juin – 29 août 1918
- 3e armée

29 mars 1918
20 – 27 juin 1918
- 4e armée

22 janvier – 28 mars 1918
20 – 24 avril 1918
28 octobre – 11 novembre 1918
- 6e armée

25 avril – 1er juin 1918 ; Du 28 au 30 mai 1918, la 2e D.C.P. fait partie, avec la 151e D.I., du groupement Hennocque (30e C.A.).
15 – 19 juin 1918
- 10e armée

6 – 14 juin 1918
- Armée U.S.

30 août – 27 octobre 1918